# Wierre-Effroy
Wierre-Effroy település Franciaországban, Pas-de-Calais megyében. Lakosainak száma 845 fő (2022. január 1.). Wierre-Effroy Belle-et-Houllefort, Conteville-lès-Boulogne, Maninghen-Henne, Marquise, Offrethun, Pernes-lès-Boulogne, Pittefaux, Rety és Rinxent községekkel határos.

## Népesség
A település népessége az elmúlt években az alábbi módon változott:
| Lakosok száma | 772  | 801  | 847  | 857  | 863  | 872  | 867  | 856  | 845  |
|               | 2013 | 2015 | 2016 | 2017 | 2018 | 2019 | 2020 | 2021 | 2022 |